# Бейя (месторождение)
Бейя — месторождение золота в Китае. Расположена в уезде Хэцин, в провинции Юньнань.
Освоение месторождение включает два этапа бурения, которые позволят определить ресурсы золота, серебра и цветных металлов минерализованных зон, содержащих до 23,5 г/т золота, 928 г/т серебро, 4,15 % меди и 35,3 % в сочетании свинца и цинка. Геологические ресурсы месторождения оцениваются в 151,3 тонн золота, более 10 тыс.т серебра.
Месторождение разрабатывает китайская национальная компания China Gold International Resources Corp. Годовой объём производства планируется на уровне 5 т золота, 17 т серебра и 600 тыс.т железного порошка.